# Myrcianthes fragrans
Myrcianthes fragrans är en myrtenväxtart som först beskrevs av Olof Swartz, och fick sitt nu gällande namn av Mcvaugh. Myrcianthes fragrans ingår i släktet Myrcianthes och familjen myrtenväxter. Inga underarter finns listade i Catalogue of Life.

## Bildgalleri

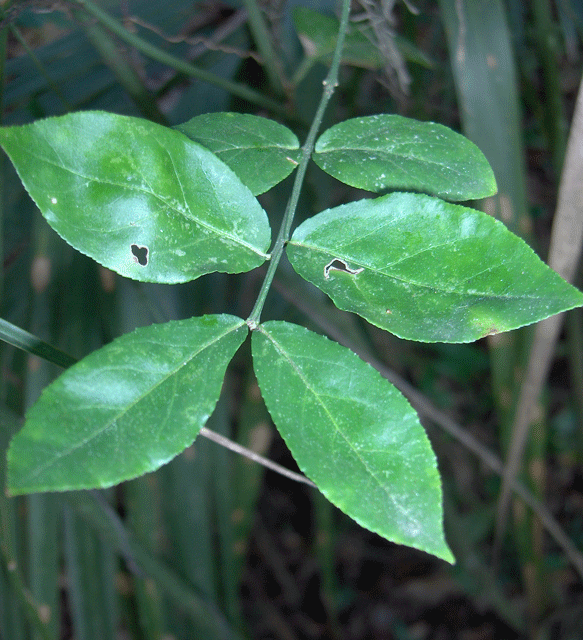